# Camille Serme
Pour les articles homonymes, voir Serme.
Camille Serme, née le 4 avril 1989 à Créteil, est une joueuse professionnelle de squash, douze fois championne de France et six fois championne d'Europe individuelle. En 2015, elle est la première Française à remporter le British Open, en 2016 à remporter l'US Open et en 2017 à remporter le Tournament of Champions, ce qui lui permet d'atteindre la seconde place au classement mondial en février 2017,. Elle remporte à nouveau le tournoi des champions en janvier 2020.

## Biographie
Camille Serme commence le squash à l'âge de 7 ans au squash club de l'US Créteil. Son frère Lucas Serme est également joueur professionnel de squash.
Camille Serme est la plus jeune joueuse française à intégrer le top 10. Elle deviendra 7e mondiale à la fin des championnats du monde de septembre 2010.
Droitière, elle est entraînée par Philippe Signoret, l'entraîneur des filles de l'équipe de France et qui la suit depuis ses débuts.
Elle est diplômée de Sportcom.
En 2009, elle est désignée par l'association internationale des joueuses de squash comme la joueuse mondiale ayant le plus progressé.
Camille Serme se qualifie le 20 septembre 2010 pour les demi-finales des Championnats du monde, à Charm el-Cheikh, en dominant l'Anglaise Jenny Duncalf (ex-no 2 mondiale) (8-11, 11-7, 7-11, 11-2, 11-5). Elle est la première joueuse française à atteindre ce niveau de la compétition. Elle s'incline en trois manches en demi-finale face à l’Égyptienne Omneya Abdel Kawy, ex-numéro 4 mondiale (11/4, 11/7, 11/6).
En mai 2011, elle devient vice-championne d'Europe en échouant en finale contre Natalie Grinham (7-11, 11-3, 11-9, 11-5).
En février 2012, elle remporte un 4e titre de championne de France.
En mai 2012, elle devient pour la première fois championne d'Europe senior individuel à Helsinki.
En juillet 2013, son palmarès s’accroît encore avec une médaille de bronze aux Jeux Mondiaux de Cali.
En septembre 2013, elle réalise le doublé en prenant, à nouveau, la couronne continentale. Elle continue cette belle série en remportant le Monte-Carlo Squash Classic en battant Natalie Grinham puis Laura Massaro en finale.
En mai 2015, elle est la première Française à remporter le British Open et devient 3e mondiale en juin 2015 après une série de 15 victoires consécutives. En octobre 2016, elle remporte l'US Open en battant en finale la championne du monde et no 1 mondiale l'Égyptienne Nour El Sherbini. En janvier 2017, elle gagne le Tournament of Champions doté de 150 000 $ en battant Nouran Gohar, no 2 mondiale en quart de finale puis Nour El Sherbini, championne du monde en titre et no 1 mondiale en demi finale et enfin, Laura Massaro en finale. Grâce à ces performances, elle atteint la 2e place au classement mondial. Elle fait partie de l'équipe de France féminine de squash qui en 2019 signe un exploit historique en battant l'équipe d'Angleterre en finale des championnats d'Europe par équipes, deuxième défaite des Anglaises en 42 années de compétition. Quelques semaines plus tard, elle se hisse en finale du prestigieux British Open mais s'incline face à Nouran Gohar.
Après un championnat du monde 2019-2020 relativement décevant avec une élimination en quart de finale face à la championne du monde junior Hania El Hammamy, elle remporte un nouveau tournoi Platinum avec le tournoi des champions 2020.
En quart de finale, elle élimine la no 1 mondiale Raneem El Weleily,. Elle continue sur sa lancée en éliminant ensuite la no 3 mondiale Nouran Gohar et bat sèchement en finale la championne du monde Nour El Sherbini. À la suite d'une rupture du tendon d'Achille en septembre 2021, elle annonce sa retraite sportive en juin 2022. Elle annonce son retour à la compétition pour la saison 2024-2025,. Pour son tournoi de rentrée, elle se qualifie pour la grand tableau de Paris Squash 2024 mais échoue au premier tour face à la no 1 mondiale Nour El Sherbini. 

## Palmarès

### Titres
- Tournament of Champions : 2 titres (2017, 2020)
- US Open : 2016[2]
- British Open : 2015
- Open international de squash de Nantes : 2019
- Cleveland Classic : 2 titres (2016, 2017)
- Monte-Carlo Squash Classic : 2013
- Open du Texas : 2012
- Championnats d'Europe: 6 titres (2012-2017)
- Championnat de France: 13 titres (2009-2016, 2018-2021, 2025)
- Championnats d'Europe junior : 3 titres (2006-2008)
- Championnats d'Europe par équipes : 2019

### Finales
- British Open : 2019
- Santiago Open 2025
- Open de Manchester : 2020
- Open de Chine : 2 finales (2014, 2018)
- Carol Weymuller Open : 2013
- Hong Kong Open: 2012
- Championnats d'Europe par équipes : 6 finales (2010, 2014-2018)
- Championnats d'Europe: 2011
- Championnats du monde junior : 2007